# C/1969 P1 Fujikawa
C/1969 P1 (Fujikawa) è la prima delle sette comete scoperte o coscoperte dall'astrofilo giapponese Shigehisa Fujikawa. Si tratta di una cometa non periodica con una moderata inclinazione e con una relativamente piccola MOID con la Terra all'inizio di aprile. La cometa raggiunse una buona visibilità coi binocoli e sfiorò la visibilità ad occhio nudo.